# 弗拉特羅克公園 (印地安納州)
弗拉特羅克公園（英語：Flat Rock Park）是位於美國印地安納州巴塞洛繆縣的一個非建制地區。該地的面積和人口皆未知。

## 地理
弗拉特羅克公園的座標為39°15′10″N 85°54′56″W / 39.25278°N 85.91556°W，而該地的平均海拔高度為198米（即650英尺）。